# Nabuni
Nabuni (auch: Napuni) ist ein Motu des Butaritari-Atolls der pazifischen Inselrepublik Kiribati.

## Geographie
Nabuni ist eine kleine, unbewohnte Insel im Westen der Riffkrone des Butaritari-Atoll. Sie liegt südlich der beiden Kanäle North Channel und Central Channel, die Zugang zur Butaritari Lagoon bieten.
Nach Süden schließt sich die Insel Tikurere an.